# 赫希斯特 (福拉尔贝格州)
赫希斯特（德語：Höchst）是奥地利福拉尔贝格州布雷根茨县的一个市镇。总面积20.15平方公里，总人口7601人，人口密度377.2人/平方公里（2005年）。